# První Ženská Liga Amerického Fotbalu 2019
La První Ženská Liga Amerického Fotbalu 2019 è la 5ª edizione del campionato di football americano femminile di primo livello, organizzato dalla ČAAF.

## Squadre partecipanti
| Club              | Città    | Stadio | Sponsor ufficiale | Risultato nella stagione 2018 |
| ----------------- | -------- | ------ | ----------------- | ----------------------------- |
| Brno Amazons      | Brno     |        |                   |                               |
| Prague Black Cats | Praga    |        |                   |                               |
| Prague Harpies    | Praga    |        |                   |                               |
| Warsaw Sirens     | Varsavia |        |                   |                               |

## Stagione regolare

### Calendario

#### 1ª giornata
| Praga 8 settembre 2019, ore 11:00 | Prague Harpies | 39 – 21 (6-7 6-7 7-7 20-0) referto | Warsaw Sirens | Motorlet (130 spett.)\| Arbitro: \| Kriesman \| |
| Arbitro:                          | Kriesman       |                                    |               |                                                 |

#### 2ª giornata
| Brno 15 settembre 2019, ore 15:00 | Brno Amazons | 39 – 0 (7-0 13-0 12-0 7-0) referto | Prague Black Cats | Ragby Bystrc (220 spett.)\| Arbitro: \| Gazdík \| |
| Arbitro:                          | Gazdík       |                                    |                   |                                                   |

#### 3ª giornata
| Brno 21 settembre 2019, ore 15:00 | Brno Amazons | 51 – 6 (19-0 19-0 6-0 7-6) referto | Prague Harpies | Ragby Bystrc (143 spett.)\| Arbitro: \| Rybář \| |
| Arbitro:                          | Rybář        |                                    |                |                                                  |

| Čelákovice 21 settembre 2019, ore 16:00 | Prague Black Cats | 20 – 33 (0-6 0-0 12-7 8-20) referto | Warsaw Sirens | (72 spett.)\| Arbitro: \| Pachulski \| |
| Arbitro:                                | Pachulski         |                                     |               |                                        |

#### 4ª giornata
| Varsavia 29 settembre 2019, ore 13:00 | Warsaw Sirens | 19 – 56 (6-14 7-14 0-21 6-7) referto | Brno Amazons | Obrońców Tobruku (172 spett.)\| Arbitro: \| Klimeš \| |
| Arbitro:                              | Klimeš        |                                      |              |                                                       |

| Čelákovice 29 settembre 2019, ore 15:00 | Prague Black Cats | 56 – 35 (7-0 13-21 12-7 24-7) referto | Prague Harpies | (180 spett.)\| Arbitro: \| Šimon \| |
| Arbitro:                                | Šimon             |                                       |                |                                     |

#### 5ª giornata
| Praga 6 ottobre 2019, ore 11:00 | Prague Harpies | 0 – 49 (0-28 0-14 0-7 0-0) referto | Brno Amazons | Hostivař (53 spett.)\| Arbitro: \| Kriesman \| |
| Arbitro:                        | Kriesman       |                                    |              |                                                |

| Varsavia 6 ottobre 2019, ore 11:00 | Warsaw Sirens | 38 – 34 (7-7 25-14 0-7 6-6) referto | Prague Black Cats | Józef Piłsudski University of Physical Education in Warsaw (86 spett.)\| Arbitro: \| Frehar \| |
| Arbitro:                           | Frehar        |                                     |                   |                                                                                                |

#### 6ª giornata
| Varsavia 19 ottobre 2019, ore 13:00 | Warsaw Sirens | 20 – 21 (7-7 0-0 7-7 6-7) referto | Prague Harpies | Józef Piłsudski University of Physical Education in Warsaw (67 spett.)\| Arbitro: \| Frehar \| |
| Arbitro:                            | Frehar        |                                   |                |                                                                                                |

| Čelákovice 19 ottobre 2019, ore 15:00 | Prague Black Cats | 27 – 62 (0-18 14-21 13-7 0-16) referto | Brno Amazons | (94 spett.)\| Arbitro: \| Rybář \| |
| Arbitro:                              | Rybář             |                                        |              |                                    |

#### 7ª giornata
| Praga 26 ottobre 2019, ore 10:30 | Prague Harpies | 19 – 33 (6-7 7-14 0-0 6-12) referto | Prague Black Cats | Hostivař (109 spett.)\| Arbitro: \| Pachulski \| |
| Arbitro:                         | Pachulski      |                                     |                   |                                                  |

| Brno 27 ottobre 2019, ore 12:00 | Brno Amazons | 53 – 44 (13-24 7-0 12-6 21-14) referto | Warsaw Sirens | Ragby Bystrc (180 spett.)\| Arbitro: \| Hameder \| |
| Arbitro:                        | Hameder      |                                        |               |                                                    |

### Classifica
La classifica della regular season è la seguente:
- PCT = percentuale di vittorie, G = partite giocate, V = partite vinte,  P = partite perse, PF = punti fatti, PS = punti subiti

| Pos. | Squadra           | PCT   | G | V | N | P | PF  | PS  |
| ---- | ----------------- | ----- | - | - | - | - | --- | --- |
| 1    | Brno Amazons      | 1.000 | 6 | 6 | 0 | 0 | 280 | 96  |
| 3    | Warsaw Sirens     | .333  | 6 | 2 | 0 | 4 | 175 | 221 |
| 4    | Prague Black Cats | .333  | 6 | 2 | 0 | 4 | 170 | 226 |
| 2    | Prague Harpies    | .333  | 6 | 2 | 0 | 4 | 120 | 206 |

## V Rose Bowl
| Brno 10 novembre 2019, ore 13:00 | Brno Amazons | 26 – 18 (0-0 6-6 7-12 13-0) referto | Warsaw Sirens | Ragby Bystrc (400 spett.)\| Arbitro: \| Gazdík \| |
| Arbitro:                         | Gazdík       |                                     |               |                                                   |

## Verdetti
- Brno Amazons Campionesse della Repubblica Ceca 2019

## Marcatrici
| Giocatore     | Sq.               | TD rush | TD recv | TD int | TD p.ret | TD k.ret | TD oth | Xp1  | Xp2 | FG  | Saf | Totale |
| ------------- | ----------------- | ------- | ------- | ------ | -------- | -------- | ------ | ---- | --- | --- | --- | ------ |
| Nečasová      | Brno Amazons      | 12+1    | 2+0     | 0+0    | 0+0      | 0+0      | 0+0    | 0+0  | 0+0 | 0+0 | 0+0 | 93     |
| R. Dlabolová  | Prague Black Cats | 13      | 0       | 0      | 0        | 1        | 0      | 0    | 1   | 0   | 0   | 86     |
| Lonc          | Warsaw Sirens     | 1+0     | 6+1     | 0+0    | 0+0      | 0+0      | 0+0    | 11+0 | 4+0 | 0+0 | 0+0 | 67     |
| Heroschová    | Brno Amazons      | 0+0     | 7+1     | 0+0    | 0+0      | 2+0      | 0+0    | 0+0  | 0+0 | 0+0 | 0+0 | 60     |
| Hájková       | Brno Amazons      | 6       | 2       | 1      | 0        | 0        | 0      | 0    | 0   | 0   | 0   | 54     |
| 3 giocatrici  | 48                |         |         |        |          |          |        |      |     |     |     |        |
| Kubicová      | Brno Amazons      | 6+1     | 0+0     | 0+0    | 0+0      | 0+0      | 0+0    | 0+0  | 0+0 | 0+0 | 0+0 | 42     |
| Oharková      | Brno Amazons      | 0+0     | 0+0     | 0+0    | 0+0      | 0+0      | 0+0    | 28+2 | 0+0 | 1+0 | 0+0 | 33     |
| 4 giocatrici  | 18                |         |         |        |          |          |        |      |     |     |     |        |
| 7 giocatrici  | 12                |         |         |        |          |          |        |      |     |     |     |        |
| Slezáková     | Prague Black Cats | 0       | 0       | 0      | 0        | 0        | 0      | 10   | 0   | 0   | 0   | 10     |
| 10 giocatrici | 6                 |         |         |        |          |          |        |      |     |     |     |        |
| 2 giocatrici  | 4                 |         |         |        |          |          |        |      |     |     |     |        |
| Nechvílová    | Prague Black Cats | 0       | 0       | 0      | 0        | 0        | 0      | 2    | 0   | 0   | 0   | 2      |

- Miglior marcatrice della stagione regolare: Nečasová ( Brno Amazons), 87
- Miglior marcatrice dei playoff: Heroschová ( Brno Amazons), Kazimierczak ( Warsaw Sirens), Kubicová ( Brno Amazons), Lonc ( Warsaw Sirens), Nečasová ( Brno Amazons), Šlesingerová ( Brno Amazons), e Walczyńska ( Warsaw Sirens),  6
- Miglior marcatrice della stagione: Nečasová ( Brno Amazons), 93